# Saša Šest
Saša Šest (Vinkovci, 5. prosinca 1985.) hrvatski je nogometaš i trener. Trenutačno je igrač i trener kluba Borinci Jarmina. Igra na poziciji napadača. 

## Vanjske poveznice
- Saša Šest na hnl-statistika.com